# 13370 Júliusbreza
13370 Júliusbreza eller 1998 VF är en asteroid i huvudbältet som upptäcktes den 7 november 1998 av de båda slovakiska astronomerna Peter Kolény och Leonard Kornoš vid Modra-observatoriet. Den är uppkallad efter Július Breza.
Asteroiden har en diameter på ungefär 3 kilometer.